# Rúbaň
Rúbaň (bis 1948 slowakisch „Fyr“; ungarisch Fűr) ist eine Gemeinde im Westen der Slowakei mit 901 Einwohnern (Stand 31. Dezember 2024), die zum Okres Nové Zámky, einem Kreis des Nitriansky kraj, gehört.

## Geographie

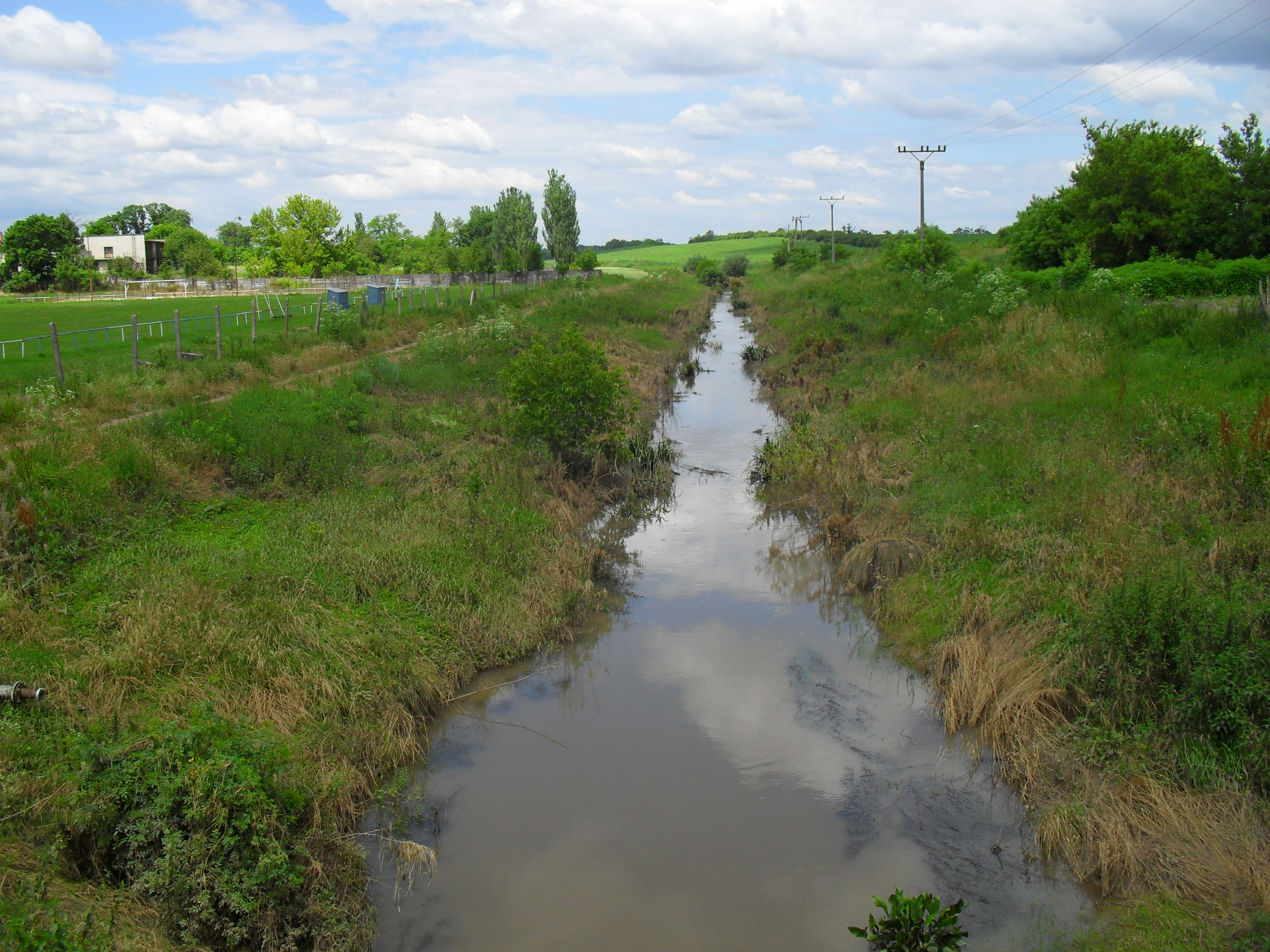
Der Paríž in Rúbaň, links örtlicher Fußballplatz

Die Gemeinde befindet sich im slowakischen Donautiefland am Westhang des Hügellands Pohronská pahorkatina. Durch Rúbaň fließt der Paríž, ein Bach im Einzugsgebiet des Hron. Die Höhe auf dem Gemeindegebiet variiert von 129 m n.m. bis 267 m n.m. Das Ortszentrum liegt auf einer Höhe von 134 m n.m. und ist 27 Kilometer von Nové Zámky sowie 30 Kilometer von Štúrovo entfernt.
Nachbargemeinden sind Dubník im Norden, Svodín im Osten, Strekov im Süden und Pribeta im Westen.

## Geschichte

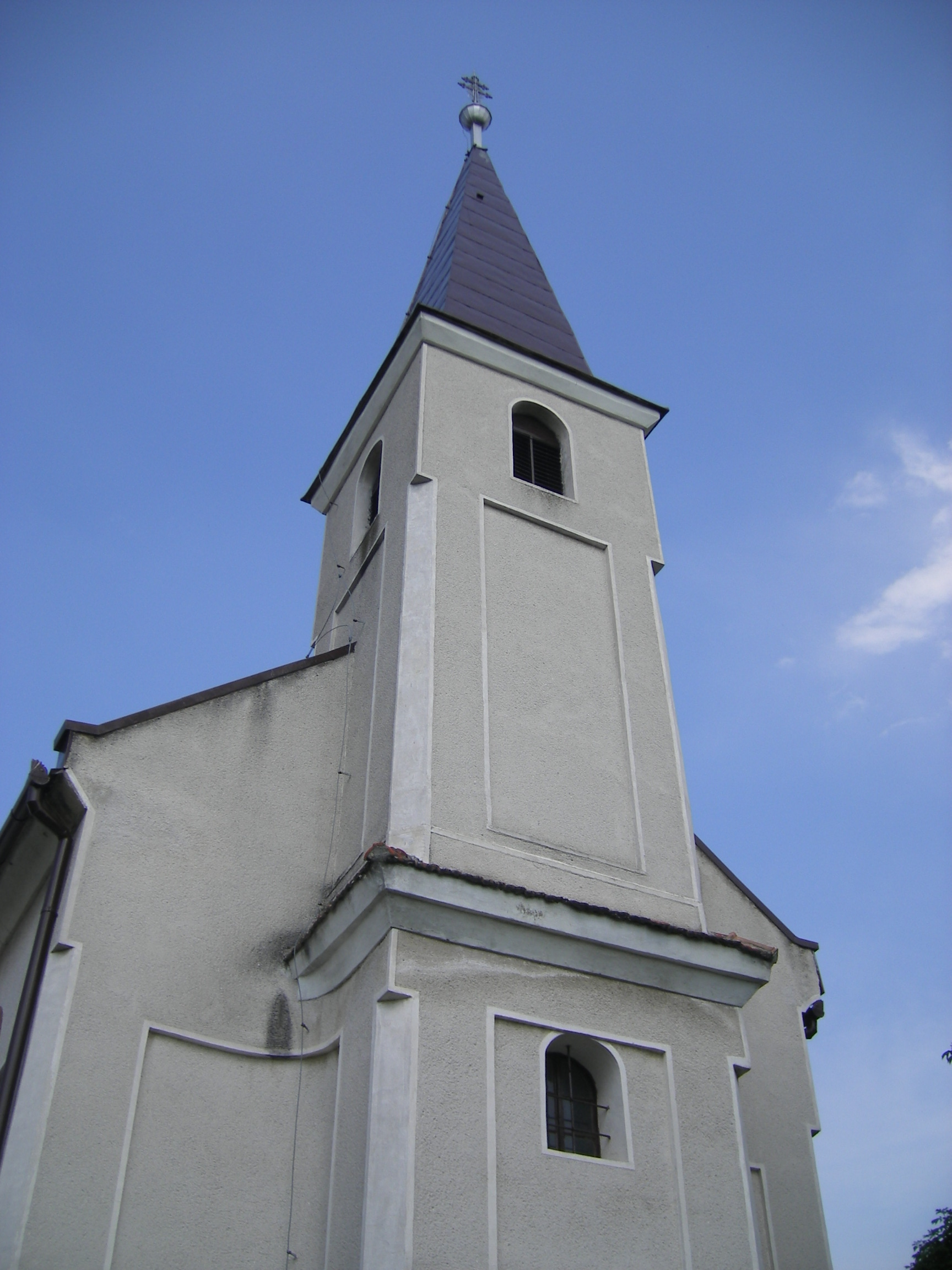
Römisch-katholische Kirche in Rúbaň

Das heutige Gemeindegebiet ist Standort einer gemischten slawisch-awarischen Grabstätte aus dem 8. Jahrhundert.
Rubáň wurde zum ersten Mal 1268 in einer Grenzbeschreibung der Gespanschaft Komorn als Fyur schriftlich erwähnt. 1270 kam das Dorf zum Herrschaftsgebiet der Burg Komorn, kurz nach dem Tod des Oligarchen Matthäus Csák kam es 1321 zum Gut der Burg Trentschin, später wurde es wieder zum königlichen Gut. 1505 hatten Familien wie Balogh, Csúzy und Palásthy Anteile an Besitzungen. Im Zuge der Türkenkriege wurde Rúbaň zweimal schwer beschädigt und zwar in den Jahren 1561 und 1668. 1828 zählte man 88 Häuser und 664 Einwohner, die überwiegend als Landwirte beschäftigt waren, dazu vier Weber, drei Schuhmacher und zwei Mühlen. Die letzten Großgrundbesitzer (bis 1945) stammten aus den Familien Steiger und Vargha.
Bis 1918/1919 gehörte der im Komitat Komorn liegende Ort zum Königreich Ungarn und kam danach zur Tschechoslowakei beziehungsweise heute Slowakei. Auf Grund des Ersten Wiener Schiedsspruchs lag er 1938–1945 noch einmal in Ungarn.

## Bevölkerung
| Jahr                | 1994 | 2004     | 2014    | 2024   |
| ------------------- | ---- | -------- | ------- | ------ |
| Anzahl der Personen | 1084 | 934      | 1000    | 901    |
| Unterschied         |      | −13,83 % | +7,06 % | −9,9 % |

| Jahr                | 2023 | 2024    |
| ------------------- | ---- | ------- |
| Anzahl der Personen | 898  | 901     |
| Unterschied         |      | +0,33 % |

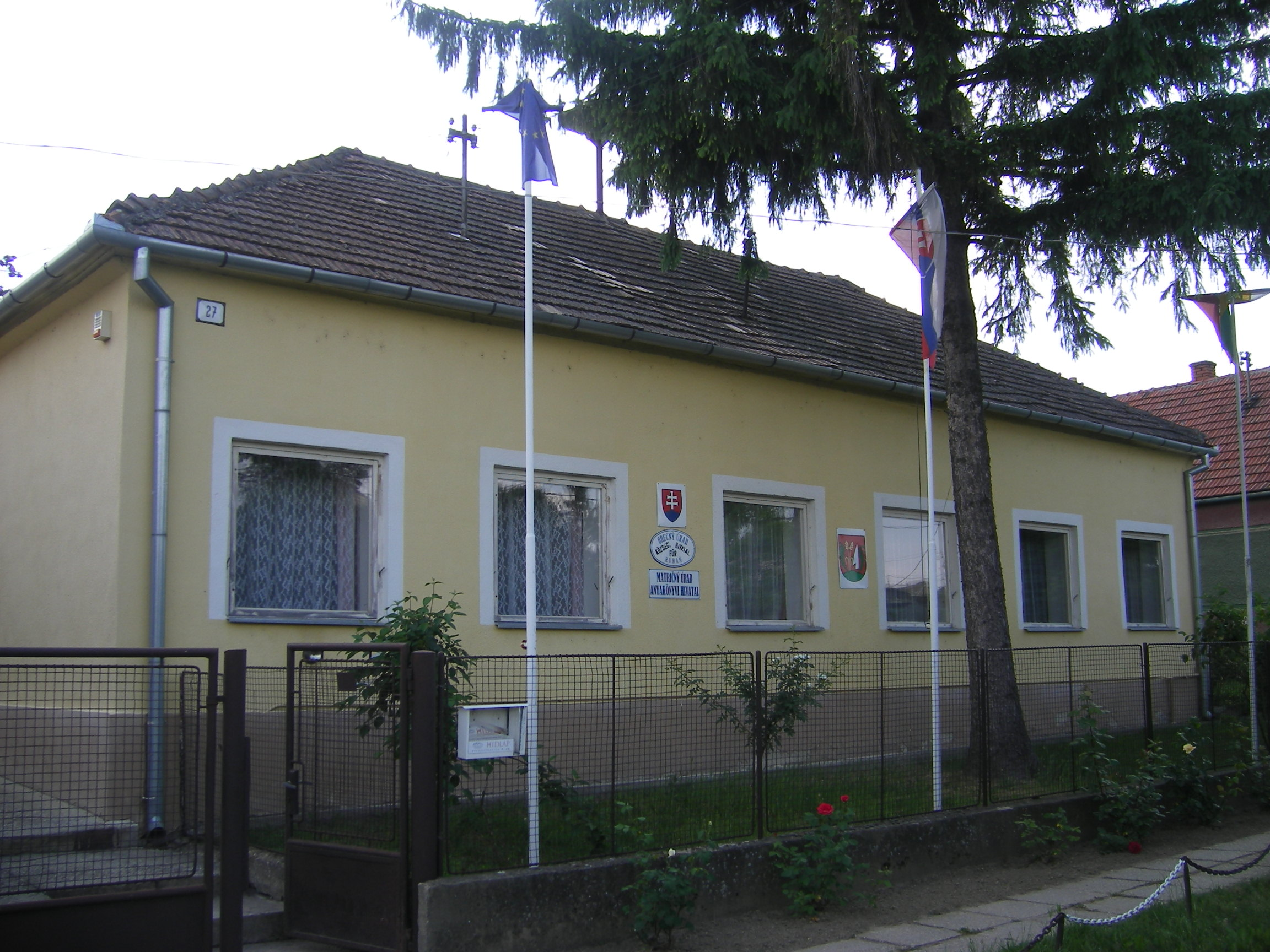
Sitz der Gemeindeverwaltung

Nach der Volkszählung 2011 wohnten in Rúbaň 972 Einwohner, davon 707 Magyaren, 167 Slowaken, drei Tschechen, zwei Roma und ein Bulgare. 92 Einwohner machten keine Angabe zur Ethnie.
802 Einwohner bekannten sich zur römisch-katholischen Kirche, 24 Einwohner zur reformierten Kirche, drei Einwohner zur Evangelischen Kirche A. B. und ein Einwohner zur tschechoslowakischen hussitischen Kirche; ein Einwohner bekannte sich zu einer anderen Konfession. 28 Einwohner waren konfessionslos und bei 113 Einwohnern wurde die Konfession nicht ermittelt.

## Bauwerke
- römisch-katholische Emmerichkirche im neoromanischen Stil aus dem Jahr 1908
- Landschloss im klassizistischen Stil aus der zweiten Hälfte des 18. Jahrhunderts, heute ungenutzt